# Гопінг
Гопінг, міграція електронної енергії (рос. миграция электронной энергии, англ. electronic energy migration (or hopping)) — перехід енергії електронного збудження з однієї молекулярної частинки до іншої цього ж типу, або від однієї частини молекули до іншої подібного типу (напр., міграція збудження між хромофорами ароматичного полімеру). Міграція може відбуватись з випромінюванням або без нього.